# مصطفى نعيم

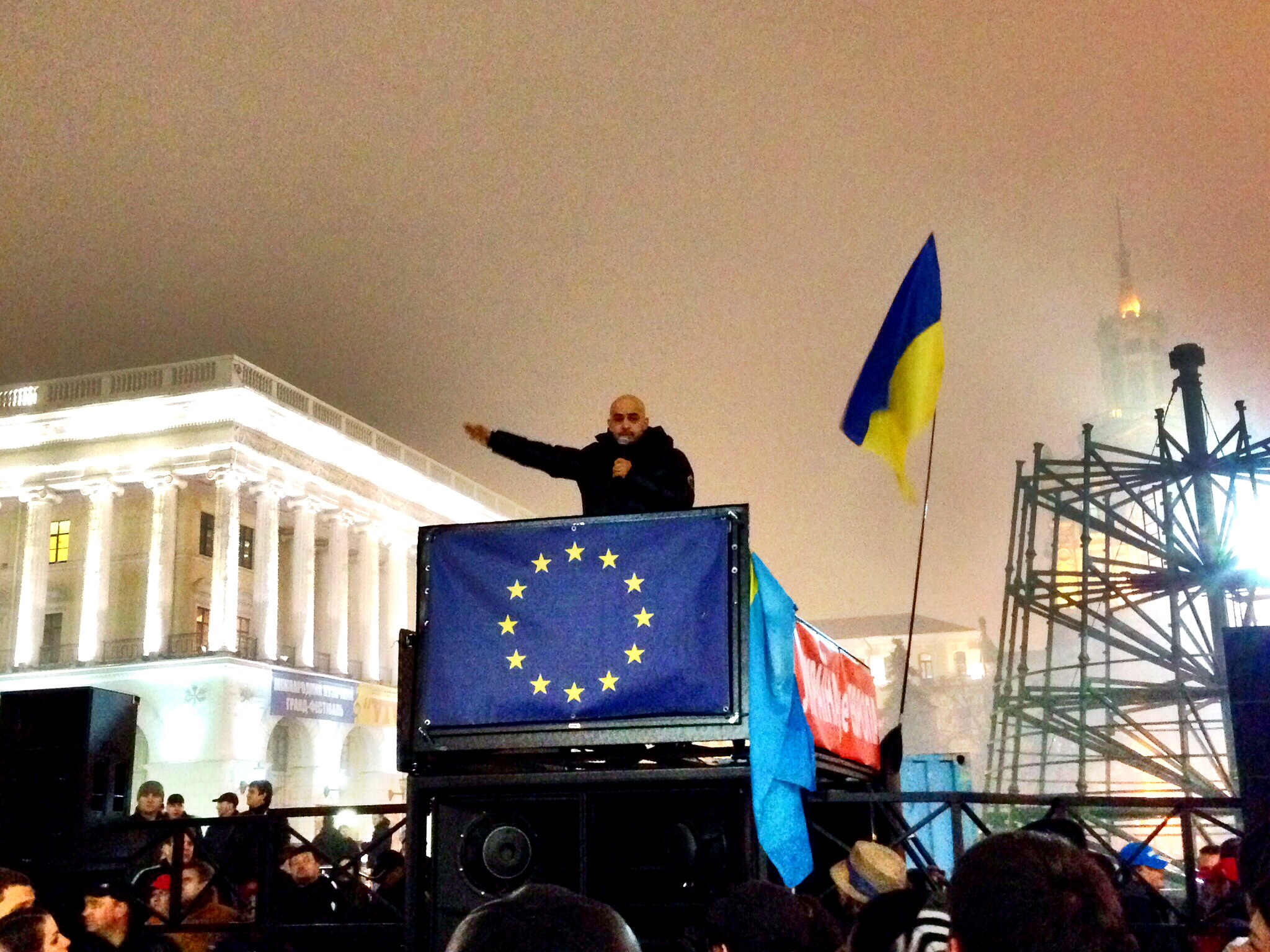
مصطفى نعيم في الميدان الأوروبي يوم 23 نوفمبر 2013

مصطفى ماسي نعيم (من مواليد 28 يونيو 1981) هو صحفي أفغاني أوكراني وعضو في البرلمان وشخصية عامة شارك في المظاهرات المؤيدة للاتحاد الأوروبي في أوكرانيا. وكان في السابق مراسلاً لصحيفة «كومرسانت أوكرانيا» وقناة TVi وصحيفة "Ukrayinska Pravda" الصادرة على شبكة الإنترنت. كما شارك في حملة مناهضة للرقابة قام بها صحفيون أوكرانيون بعنوان «أوقفوا الرقابة!» و Hromadske.tv. في الانتخابات البرلمانية في 26 أكتوبر 2014، تم انتخابه للبرلمان الأوكراني على قائمة كتلة بترو بوروشنكو. ووصف بأنه عضو برلمان إصلاحي. لم يشارك نعيم في الانتخابات البرلمانية الأوكرانية 2019.

## النشأة والتعليم
ولد نعيم في كابل عام 1981 وعاش في منطقة النخبة بالقرب من قصر حفيظ الله أمين. وفي عام 1984، بعد عشرة أيام من ولادة شقيقه ماسي نعيم، توفيت والدتهما. قال إنه من البشتون وإنه «ولد مسلماً». لغته الأم هي الدرية، التي تشبه الفارسية. في أفغانستان، كان والده، محمد حاييم، وزيرا للتعليم قبل الغزو السوفيتي لأفغانستان في ديسمبر 1979، وكان مسؤولا عن بناء المرافق التعليمية. بعد الغزو السوفيتي، استقال والده من منصبه لعدم رغبته في العمل مع السوفييت. وفي عام 1987، وبسبب الدمار الذي أحدثته الحرب السوفيتية الجارية في أفغانستان، ذهب والده إلى موسكو للدراسة والتقى بالأوكرانية فالنتينا كولتشكو، التي تزوجها في وقت لاحق في أوائل عام 1989. انتقل مصطفى نعيم إلى موسكو مع والده في أغسطس 1989، حيث عاش بالقرب من محطة مترو أنفاق ناخيموفسكي بروسبيكت، ثم انتقل بعد ذلك إلى كييف في عام 1990، حيث التحق بالمدرسة رقم 61 بالقرب من سوق لوكيانيفسكي.
تخرج نعيم من معهد كييف للتكنولوجيا في عام 1998 ومن قسم نظم الفضاء الجوي في معهد كييف للتكنولوجيا في عام 2004. يتحدث بطلاقة الأوكرانية والباشتو الروسية والإنجليزية.
تم نشر شقيقه الأكبر، ماسي نايم، وهو محام، كمظلي أوكراني في أبريل 2016 في منطقة دونباس - أفديفسكي الصناعية، التي كانت أكثر المناطق الساخنة في الحرب الروسية الأوكرانية.

## المسيرة
باستخدام فيسبوك، كان نعيم من أوائل الناشطين الذين حثوا الأوكرانيين على التجمع في ميدان الاستقلال في كييف للاحتجاج على قرار فيكتور يانوكوفيتش «تعليق» الاستعدادات لتوقيع اتفاقية الشراكة بين الاتحاد الأوروبي وأوكرانيا. كان تدوينه على فيسبوك في 21 نوفمبر 2013 بمثابة استدعاء لعقد مظاهرة مؤيدة للاتحاد الأوروبي أدت إلى الإطاحة بحكومة يانوكوفيتش في ما يسمى ثورة الكرامة.

## وصلات خارجية
- Nayem's blog at Ukrayinska Pravda
- Mustafa Nayem: "For a journalist it is silly to be proud of one's honesty; it is included in a set of his professional values". Interview to the Telekritika portal.
- Mustafa-Masi Nayyem on the المجلس الأعلى الأوكراني website